# Leucocroton saxicola
Leucocroton saxicola är en törelväxtart som beskrevs av Nathaniel Lord Britton. Leucocroton saxicola ingår i släktet Leucocroton och familjen törelväxter. Inga underarter finns listade i Catalogue of Life.